# Атлантис (совалка)
Вижте пояснителната страница за други значения на Атлантис.
Космическата совалка „Атлантис“ е част от флотата „Спейс Шатъл“ на НАСА. Тя е четвъртата построена совалка, която изпълнява мисии в космоса. След катастрофите на Чалънджър и Колумбия, Атлантис е последната действаща совалка на САЩ..

## История
Атлантис прави първия си полет през октомври 1985 г., който е определен като военен, първи от общо петте такива полети. През 1989 г. космическата совалка извежда две космически сонди – Магелан и Галилео, а през 1991 г. извежда гама-лъчевата обсерватория Комптън.
През 1995 г. совалката прави седем полета до руската космическа станция Мир. При втория полет Атлантис носи и скачващ модул, с който е осъществена размяна на американски и руски космонавти.
От ноември 1997 до юли 1999 са направени 165 модификации върху совалката, включително и монтиране на стъклена кабина. Оттогава са направени шест полета със совалката, като всички са свързани с дейността по изграждането на Международната космическа станция (МКС).
През октомври 2002 г., 6-членният екипаж на Атлантис извършва единадесетдневна мисия на МКС, която включва три излизания в открития космос.
До 2011 г. „Атлантис“ прави 33 полета, като последният и полет е изобщо последен по програмата „Спейс Шатъл“.
Последният 33-ти старт е осъществен на 8 юли 2011 г. със съкратен до четирима астронавти екипаж.
След приключване на експлоатацията совалката е пренесена в музея на Космическия център „Джон Кенеди“ в Кейп Канаверал.
Совалката „Атлантис“, заедно със совалката „Колумбия“, участва в снимките на филма „Армагедон“ (в сюжета на филма една от тези совалки се разбива, а в реалния живот – едната от тях се разрушава при кацане („Колумбия“), излязъл на екран през 1998 г.

## Полети
| №  | Дата              | Означение | Бележки |
| -- | ----------------- | --------- | --- |
| 1  | 3 октомври 1985   | STS-51J   | Първи полет на Атлантис. Екипаж: Керъл Бобко (командир), Роналд Грейб (пилот), Дейвид Хилмърс, Робърт Стюарт и Уилям Пейлс.                                                                      |
| 2  | 26 ноември 1985   | STS-61B   | 3 комуникационни сателита: MORELOS-B, AUSSAT-2 and SATCOM KU-2. |
| 3  | 2 декември 1988   | STS-27    | Мисия за департамента по отбраната |
| 4  | 4 май 1989        | STS-30    | Изстрелване на сондата Магелан |
| 5  | 18 октомври 1989  | STS-34    | Изстрелване на сондата Галилео |
| 6  | 28 февруари 1990  | STS-36    | Мисия за департамента по отбраната |
| 7  | 15 ноември 1990   | STS-38    | Мисия за департамента по отбраната |
| 8  | 5 април 1991      | STS-37    | Изстрелване на гамалъчевата обсерватория Комптън |
| 9  | 2 август 1991     | STS-43    | Изстрелване на TDRS-5 |
| 10 | 24 ноември 1991   | STS-44    | Мисия за департамента по отбраната |
| 11 | 24 март 1992      | STS-45    | Мисия ATLAS 1 |
| 12 | 31 юли 1992       | STS-46    | Носи европейския European Retrievable Carrier и американската Tethered Satellite System |
| 13 | 3 ноември 1994    | STS-66    | Мисия ATLAS 3 |
| 14 | 29 юни 1995       | STS-71    | Първо скачване космическата совалка с космическата станция Мир |
| 15 | 12 ноември 1995   | STS-74    | Закарва модул за скачване до Мир |
| 16 | 22 март 1996      | STS-76    | Скачване с Мир, ротация на екипажа |
| 17 | 16 септември 1996 | STS-79    | Скачване с Мир, ротация на екипажа |
| 18 | 12 януари 1997    | STS-81    | Скачване с Мир, ротация на екипажа |
| 19 | 15 май 1997       | STS-84    | Скачване с Мир, ротация на екипажа |
| 20 | 25 септември 1997 | STS-86    | Скачване с Мир, ротация на екипажа |
| 21 | 19 май 2000       | STS-101   | Мисия за построяване на МКС (снабдяване с провизии) |
| 22 | 8 септември 2000  | STS-106   | Мисия за построяване на МКС (снабдяване с провизии) |
| 23 | 7 февруари 2001   | STS-98    | Мисия за построяване на МКС (Дестъни) |
| 24 | 12 юли 2001       | STS-104   | Мисия за построяване на МКС (Куест) |
| 25 | 8 април 2002      | STS-110   | Мисия за построяване на МКС (С0) |
| 26 | 7 октомври 2002   | STS-112   | Мисия за построяване на МКС (С1) |
| 27 | 9 септември 2006  | STS-115   | Мисия за построяване на МКС (П3/4) |
| 28 | 8 юни 2007        | STS-117   | Мисия за построяване на МКС (С3/4) |
| 29 | 7 февруари 2008   | STS-122   | Мисия за построяване и снабдяване на МКС (Кълъмбъс) |
| 30 | 11 май 2009       | STS-125   | Сервизна мисия до космическия телескоп Хъбъл. |
| 31 | 16 ноември 2009   | STS-129   | Мисия за построяване и снабдяване на МКС. |
| 32 | 14 май 2010       | STS-132   | Мисия за построяване и снабдяване на МКС (модул „Рассвет“). |
| 33 | 8 юли 2011        | STS-135   | Мисия за построяване на МКС. Последен полет на „Атлантис“ и последна мисия по програмата Спейс Шатъл. Екипаж: Кристофър Фергюсън (командир), Дъглас Хърли (пилот), Сандра Магнус и Рекс Уолхайм. |

## Емблеми на мисиите на совалката „Атлантис“
| Емблеми на мисиите на Атлантис | Емблеми на мисиите на Атлантис | Емблеми на мисиите на Атлантис | Емблеми на мисиите на Атлантис | Емблеми на мисиите на Атлантис | Емблеми на мисиите на Атлантис | Емблеми на мисиите на Атлантис |
| ------------------------------ | ------------------------------ | ------------------------------ | ------------------------------ | ------------------------------ | ------------------------------ | ------------------------------ |
|                                |                                |                                |                                |                                |                                |                                |
| STS-51J                        | STS-61B                        | STS-27                         | STS-30                         | STS-34                         | STS-36                         | STS-38                         |
|                                |                                |                                |                                |                                |                                |                                |
| STS-37                         | STS-43                         | STS-44                         | STS-45                         | STS-46                         | STS-66                         | STS-71                         |
|                                |                                |                                |                                |                                |                                |                                |
| STS-74                         | STS-76                         | STS-79                         | STS-81                         | STS-84                         | STS-86                         | STS-101                        |
|                                |                                |                                |                                |                                |                                |                                |
| STS-106                        | STS-98                         | STS-104                        | STS-110                        | STS-112                        | STS-115                        | STS-117                        |
|                                |                                |                                |                                |                                |                                |                                |
| STS-122                        | STS-125                        | STS-129                        | STS-132                        | STS-135                        |                                |                                |